# Rosie (альбом Rosé)
Rosie — однойменний дебютний студійний альбом південнокорейської співачки з новозеландського та південнокорейського походження Розе. Він вийшов 6 грудня 2024 року на лейблах The Black Label та Atlantic Records. Альбом став її першим сольним релізом після відходу з YG Entertainment та Interscope Records у 2023 році. «Apt.», спільна робота з Бруно Марсом, що була випущена як головний сингл альбому 18 жовтня 2024 року.

## Передумови
У грудні 2023 року YG Entertainment повідомила, що хоча Розе разом з іншими учасницями Blackpink поновили свої контракти на групову діяльність, вони не підписали з агентством контракти на свою індивідуальну діяльність. 17 червня 2024 року головний продюсер Blackpink Тедді повідомив, що The Black Label, дочірня компанія YG Entertainment, веде переговори з Розе про ексклюзивний контракт; наступного дня було підтверджено, що вона підписала з лейблом менеджерський контракт 26 вересня Розе повідомила, що вона також підписала сольний контракт з Atlantic Records і в найближчі кілька місяців має випустити нову музику.

## Концепція і назва
Альбом Rosie, що складається з 12 треків, був описаний як «викид щирості» співачки, що демонструє Розе як співавтора всього альбому. Пояснюючи назву альбому, Розе розповіла, що вибрала псевдонім Rosie, похідне від її імені Розанна, яким вона дозволяє «друзям і родині називати [її]», щоб висловити своє бажання, щоб слухачі відчули себе ближче до неї. Вона також поділилася, що Rosie був задуманий як особистий «маленький щоденник» після того, як вона опинилася на студії звукозапису в Лос-Анджелесі після завершення світового турне Blackpink «Born Pink World Tour» Потім альбом був розроблений протягом декількох тижнів і місяців поїздок до міста, що призвело до року написання пісень і зустрічей з новими продюсерами, в той час, як вона все ще відчувала себе «розгубленою і спантеличеною»
В інтерв'ю Paper Роузі розповіла, що тематично альбом «Rosie» присвячений її «жахливим 20-м рокам» і її надіям на те, що люди зрозуміють її як особистість, заявивши: "Я готова бути вразливою, відкритою і чесною: "Я готова бути трохи більш вразливою, відкритою і чесною, щоб люди не зрозуміли мене неправильно і прийняли такою, якою я є. В інтерв'ю i-d репортер описав альбом як такий, що містить 12 відшліфованих поп-треків, які варіюються від R&B у стилі 90-х до блискучого синті-попу і відвертих балад. Всюди Розе досліджує хвилювання і душевний біль своїх ранніх 20 років, демонструючи свою здатність відобразити складність юнацьких емоцій.